# Bo Wingren
Bo Erik Ingmar Wingren, född 22 juni 1934, död 26 maj 2024, var en svensk konstvetare och museiman.
Bo Wingren disputerade vid Stockholms universitet 1992 på avhandlingen Tillbaka till Normandie – nordiska konstnärer i Normandie 1850–1900.
Han var landsantikvarie i Södermanland och förste antikvarie på Stockholms stadsmuseum. Han var också chef för Stockholms konstråd.
Bo Wingren var utställningskommissarie för en utställning med Picassos offentliga verk i Kristinehamn april–augusti 2002.